# BandNews FM Salvador
BandNews FM Salvador é uma emissora de rádio brasileira sediada em Salvador, na Bahia. Opera no dial FM, na frequência 99,1 MHz, e é uma emissora própria da BandNews FM. Ela pertence ao Grupo Bandeirantes de Comunicação, que na capital baiana também controla a TV Bandeirantes Bahia.

## História
A emissora foi fundada em 1980 pelo Grupo Bandeirantes de Comunicação como Bandeirantes FM, tendo programação similar a emissora paulista do grupo. Em 8 de agosto de 2005, seguindo a tendência das emissoras de Porto Alegre e Belo Horizonte, a emissora deixou de ser uma emissora da Band FM e tornou-se a nova emissora própria da BandNews FM, deixando a programação musical e tornando-se uma rádio all news.

## Programas
Além de retransmitir a programação da BandNews FM, a BandNews FM Salvador produz e transmite os seguintes programas:
- Boa Tarde Bahia: Jornalístico, com Maria Lorena Alves e Victor Pinto;
- Bora Salvador: Jornalístico, com Luis Filipe Veloso;
- Jornal BandNews: Jornalístico, com Maria Lorena Alves e Luis Filipe Veloso;
- Jogo Aberto BandNews: Jornalístico esportivo, com Fábio Passos e Juliana Guimarães;
- BandNews Entrevista: Entrevistas, com Pâmela Lucciola;
- BandNews Turismo: Jornalístico sobre turismo, com Heloísa Braga.